# Hey Now! (Remixes & Rarities)
Hey Now! (Remixes & Rarities) è una compilation di Cyndi Lauper, pubblicata nel 2005 solo negli USA. L'album contiene soprattutto remix e versioni estese.

## Tracce
1. Hey Now (Girls Just Want To Have Fun) - Vasquez Remix "Lounge Mix" - 6:12 (Robert Hazard - Lolly Vegas)
2. You Don't Know - TM's Know It All Mix - 10:06 (Cyndi Lauper - Jan Pulsford)
3. Come On Home - Extended Club Mix - 5:35 (Cyndi Lauper - Jan Pulsford)
4. That's What I Think - Club Mix - 5:32 (Cyndi Lauper - Rob Hyman - Allee Willis - Eric Bazilian)
5. Ballad Of Cleo And Joe - Soul Solution Vocal Dub - 8:46 (Cyndi Lauper - Jan Pulsford)
6. Walk On By - S.A.F.'s Walk To The Dance Floor Club Mix - 8:12 (Burth Bacharach - Hal David)
7. What's Going On - Long Version - 6:22 (Alfred Cleveland - Marvin Gaye - Renaldo Benson)
8. Mother - Extended Version - 6:10 (Cyndi Lauper - Jan Pulsford)
9. The World Is Stone - 4:15 (Michel Berger - Luc Plamondon - Tim Rice)
10. You Have To Learn To Live Alone - 5:10 (Michel Berger - Luc Plamondon - Tim Rice)